# フリードリヒ・デア・グローセ (戦艦)
| 1914年ポストカード |                                                                            |
| 艦歴               |                                                                            |
| 発注               |                                                                            |
| 起工               | 1910年1月16日                                                              |
| 進水               | 1911年6月10日                                                              |
| 就役               | 1912年10月15日                                                             |
| 退役               |                                                                            |
| その後             | 1919年6月21日に自沈                                                        |
| 除籍               |                                                                            |
| 性能諸元           |                                                                            |
| 排水量             | 24,724トン（設計値） / 27,000トン（満載）                                  |
| 全長               | 172.4 m (568.92 ft)                                                        |
| 全幅               | 29.0 m (95.7 ft)                                                           |
| 吃水               | 9.1 m (30 ft)                                                              |
| 機関               | パーソンズ式タービン、42,181 shp                                           |
| 最大速             | 22.4ノット (43.7 km/h)                                                     |
| 乗員               | 士官41名、兵員1,084名（艦隊の旗艦として1163人）                            |
| 兵装               | 12インチ砲L/50:10門 5.9インチ砲L/45:14門 3.5インチ砲12門 50cm魚雷発射管5門 |
| 装甲               | 装甲帯 350mm 砲塔 300mm 副砲 170mm 司令塔 350mm                            |

フリードリヒ・デア・グローセ (ドイツ語:SMS Friedrich der Große) は、ドイツ帝国海軍の弩級戦艦、カイザー級の2番艦として建造されたが大洋艦隊の旗艦として司令部設備を有し、後檣近くに後部艦橋や司令官用ランチなど、他の同型艦と若干構造や艤装が異なっている。本艦が特別に建造されたことにより、普通1クラス4隻の同型艦が整備されるが、本級のみ5隻の同型艦を揃えることになった。名前の由来は、プロイセン王フリードリヒ2世の功績を称えたフリードリヒ大王（Friedrich der Große）の尊称から。なお、過去に同名のドイツ海軍艦艇としてプロイセン級装甲艦（de:SMS Friedrich der Große (1877)）が存在した。

## カイザー級の概略
帝政ドイツ海軍のナッサウ級、ヘルゴラント級に続く第3番目の弩級戦艦のクラス。前2級に比べ主砲配置や機関が大幅に変更になり性能の向上が図られた。主砲配置はイギリス海軍のネプチューン（HMS Neptune）、コロッサス級戦艦（1911年竣工）に習い30.5cm2連装砲塔を5基装備し、2、3番砲塔が梯形（エン・エシュロン）配置で反対舷へ120°射界、4、5番砲塔が背負式に配置することでナッサウ級、ヘルゴラント級の六角形配置12門より1基少ない主砲配置で両舷には1基2門多く全ての主砲10門を発砲可能にし、ネプチューンより3m以上幅が広いことによる主砲発射の安定性と防御上の利点も獲得した。
が、イギリス海軍は直にオライオン級戦艦（1912年竣工）34.3cm2連装砲塔5基を全て中心線上に配置した超弩級戦艦を開発して優位を確保した。機関はレシプロから蒸気タービン機関に換装し、重油燃焼缶を設け、特に最終5番艦プリンツレゲント・ルイトポルトは3軸の内中央軸をディーゼル機関で回すという計画もあったが、結局取り止めとなり、1ノット程度他の同型艦より速力が落ちてしまった。いずれも砲配置の変更による攻防力の改善ほど前級より向上出来なかった。

## 艦歴
「フリードリヒ・デア・グローセ」は1910年1月16日フルカン・シュテッティンで起工、1911年6月10日進水1912年10月15日就役、45,802,000金マルクの経費がかかった。
就役直後から大洋艦隊の旗艦として、1916年のユトランド沖海戦にもラインハルト・シェア中将が本艦上から全艦隊の指揮を取り、特に損害も戦果も無く残存した。1917年3月14日から戦艦「バーデン」に旗艦は引継がれた。
第一次世界大戦後、オークニー諸島のスカパ・フローに他の多くのドイツ海軍艦艇と共に抑留され、ルートヴィヒ・フォン・ロイター提督は本艦に将旗を掲げ、抑留艦隊の一連の指揮を執り、1919年6月21日にスカパ・フローでのドイツ艦隊の自沈の信号も発せられた。その後1937年4月29日引き揚げられ、8月5日までにロサイスで解体された。

## 歴代艦長
| 名前                 | 期間                  |
| Theodor Fuchs        | 1912年10月～1917年8月 |
| Kurt Grasshoff i.V.  | 1917年6月～7月        |
| Johann von Lessel    | 1917年8月～1918年12月 |
| Wilhelm Adelung i.V. | 1918年1月             |
| Gustav Luppe i.V.    | 1918年1月～2月        |
| Ottmar von Wachter   | 1918年12月～1919年6月 |